# Albawings
Albawings war eine albanische Billigfluggesellschaft mit Sitz in Tirana und Basis auf dem Flughafen Tirana.

## Geschichte
Albawings wurde 2015 von zwei albanischen Geschäftsleuten gegründet. Im Juni 2016 erhielt die Gesellschaft ihre Lizenz der albanischen Behörden. Der Flugbetrieb wurde im September 2016 aufgenommen. Zu diesem Zeitpunkt gab es keine aktive albanische Fluggesellschaft mehr.
Nachdem Albawings zuerst nur mit einer Maschine geflogen ist, konnte im Dezember 2016 ein zweites Flugzeug übernommen werden. Es wurde von Bruce Dickinson, Leadsänger von Iron Maiden, nach Tirana überführt und nach dem in Albanien beliebten britischen Komiker Norman Wisdom benannt.
Die zunehmende Konkurrenz auf dem Flughafen Tirana durch Wizz Air und Ryanair stellte Albawings vor große Herausforderungen. Man versuchte zu Beginn des Jahres 2024, in Pristina im Kosovo ein zweites Standbein aufzubauen. Dies gelang nicht wirklich: Ab 14. Januar 2024 waren keine Maschinen mehr in der Luft. Im Juni 2024 berichteten albanische Medien, dass die Fluggesellschaft offiziell den Betrieb eingestellt habe.

## Flugziele
Albawings bediente vom Flughafen Tirana diverse italienische Städte. Im Sommer 2019 standen zwischenzeitlich auch Düsseldorf, Basel-Mülhausen, Hamburg, Frankfurt sowie London-Stansted auf dem Flugplan.
Albawings arbeitete bis zur Einstellung mit Blue Panorama Airlines zusammen und führte mit dieser Codeshare-Flüge durch.

## Flotte
Mit Stand September 2022 bestand die Flotte der Albawings aus drei Flugzeugen mit einem Durchschnittsalter von 31,6 Jahren:
| Flugzeugtyp    | Anzahl | bestellt | Luftfahrzeugkennzeichen | Anmerkungen       | Sitzplätze |
| -------------- | ------ | -------- | ----------------------- | ----------------- | ---------- |
| Boeing 737-400 | 3      |          | ZA-ALB                  | Taufname „Leko's“ | 170        |
| Boeing 737-400 | 3      | ZA-ALC   | Taufname „The Duck“     |                   | 170        |
| Boeing 737-400 | 3      | ZA-AWB   | Taufname „Team Spirit“  |                   | 170        |
| Gesamt         | 3      | -        |                         |                   |            |